# Степанівський курганний комплекс
48°26′37″ пн. ш. 38°28′57″ сх. д. / 48.443636° пн. ш. 38.48249° сх. д.

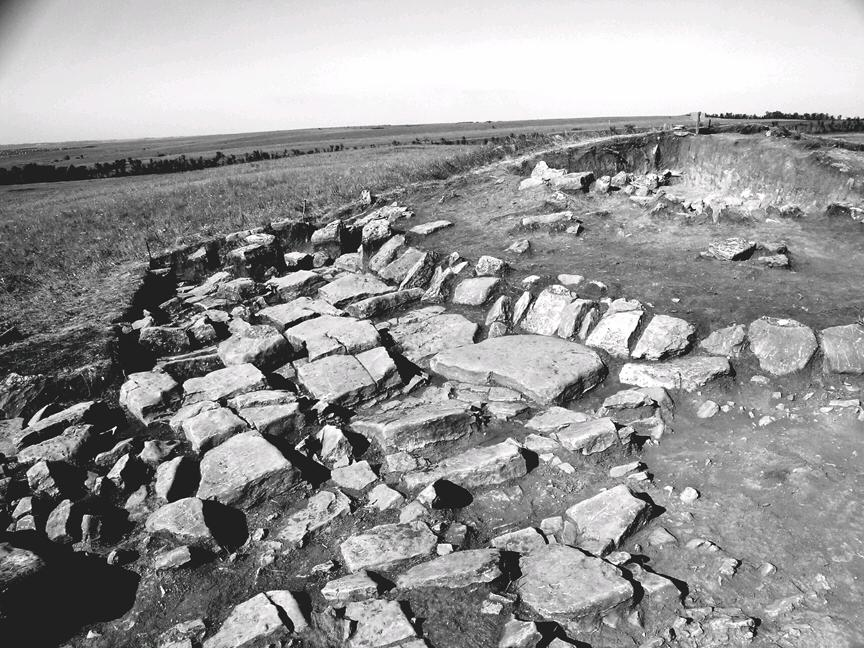
Зовнішній вигляд кургану

«Бруківка» між курганами

Степанівський курганний комплекс — археологічна пам'ятка, що включає обкладені плитами вапняку пагорби й споруджені на них чотири кургани, розташований за 4 км від села Степанівка Перевальського району Луганщини.
Комплекс було відкрито у 2004 р. історико-географічною експедицією Алчевського клубу любителів археології, а в 2005 р. під керівництвом д-ра іст. наук В. І. Клочка (Науково-дослідний інститут пам'яткоохоронних досліджень, м. Київ) були проведені розкопки південно-східного кургану комплексу. Виявлено добре збережений кромлех, поховання зрубної та катакомбної культур, характерні для них глиняні посудини та кам'яні знаряддя праці, що дає підстави датувати поховання II тис. до н. е.
Цікавим явищем є «дорога» з плит правильної форми, що простяглася між курганами. Виявлено більше десятка плит із прорізями шириною 2-3 см і довжиною до 30 см. Знайдені при роскопі кургану пести з грубозернистого окварцованого пісковика, якого не має в околицях пам′ятника, свідчать про пошуки відповідних гірських порід на відстанях до 10-15 км. Червона охра, якою був покритий череп небіжчика в похованні кургану, доказує обізнанність населення з розробкою залізних руд з метою вироблення мінеральної фарби. Численні посудини, виявлені на похованні, свідчать про розробку місцевих глин, знання їх властивостей при термічній обробці виробів. Цікавою особливістю однієї з посудин із срубного поховання є клеймо у вигляді тризуба (можливо «автограф» майстра).
Складність структури Степанівських курганів, а також факт можливого застосування викладки поверхні пагорбів вапняковими плитами свідчать про культове призначення пам′ятника (ймовірно святилище), який за задумом творців, повинен був зберегтися протягом тисячоліть.